# Темна Ліга Справедливості: Війна Апоколіпса
«Темна Ліга Справедливості: Війна Апоколіпса» (англ. Justice League Dark: Apokolips War) — американський масштабний супергеройський мультиплікаційний бойовик 2020 року. Режисери — Метт Пітерс, Крістіна Сотта.

## Сюжет
Після двох невдалих спроб вторгнення на Землю, які були зірвані Лігою Справедливості, Дарксайд продовжує завойовувати інші світи. Затанна та Джон Костянтин щойно приєдналися до Ліги і вирушають на збори. Супермен повідомляє, що Апоколіпс — рідна планета Дарксайда, ввійшла до Сонячної системи. Супермен наполягає на негайній атаці, тоді як Лекс Лютор пропонує вдатися до дипломатії, а Флеш застерігає, що відкрита війна призведе до великих руйнувань. Але більшість голосує за випереджувальну атаку. Підлітки-титани лишаються охороняти Землю, а решта Ліги летить на Апоколіпс. На планеті супергерої не зустрічають охорони, проте раптом їх атакує зграя гібридів парадумів — парадемонів, доповнених ДНК Думсдея.
Минає два роки, Земля підкорена Дарксайдом. Джон проводить час у барі серед руїн Лондона, коли туди приходять Супермен і Рейвен, пропонуючи приєднатися до нової Ліги. Нападають чудовиська окупантів, в бою з якими Джон розкриває, що Супермен став безсилий через татуювання з криптоніту, зроблене Дарксайдом, а Рейвен страждає від голосів свого батька Тригона в голові. Після бою Супермен розповідає як Ліга зазнала поразки від парадумів, Шазам втік завдяки Кіборгу, а решта потрапили в полон. Думсдей підкорив волю Бетмена, Флеша й Кіборга перетворив на джерела живлення Апоколіпса, а з Диво-жінки, Марсіанського мисливця, Мери та Гокмена зробив механічних фурій. Костянтин, злякавшись, втік крізь магічний портал, покинувши Заттану на смерть. Рейвен і Робін — єдині Підлітки-титани, які вціліли; а Старфайр стала механічною фурією. Тепер Лекс Лютор править як намісник Дарксайда і забезпечує відправку ресурсів з Землі на Апоколіпс.
Використовуючи здібності Костянтина, Супермен і Ворон вистежують Робіна, який, як сподівається Супермен, звільнить Бетмена від контролю розуму Дарксайда. Вони вирушають до гірського сховку Робіна; разом з одним зі знайомих Костянтина, Етріганом Демоном. Рейвен телепортує героїв на заставу Ліги асасинів, де група потрапляє в засідку; Робін обіцяє очолити їх і відновити колишню славу. Рейвен з Робіном відвіддують Найтвінга, але той виявляється збожеволілим. Потім група вирушає на острів Страйкера в Метрополісі, де дружина Супермена Лоїс Лейн зібрала Загін самогубців, очолюваний Гарлі Квінн після смерті Аманди Воллер від раку.
Супермен і Лоїс розробляють план атакувати вежі, з яких земна магма переправляється на Апоколіпс. Це відволіче парадумів, поки решта супергероїв підірвуть Апоколіпс. Для цього їм спершу потрібно проникнути в штаб-квартиру «LexCorp». Там група розділяється на дві команди, в яких Кларк, Костянтин, Етріган, Даміан та Рейвен вирушають на Апоколіпс, а Лоїс, Лютор та Загін самогубців залишаються в «LexCorp», щоб протистояти парадумам. Решта атакують дві вежі з трьох. Бачачи, що сил недостатньо, Джон переконує Болотяника приєднатися до боротьби. Бетмен вимагає від Лекса пояснень і посилає парадумів захистити вежі. Лекс у свою чергу зв'язується з Лігою справедливості та передає їй свій винахід — зброю з криптоніту, здатну ослабити парадумів. Лоїс відкриває портал для решти супергероїв з «LexCorp», Бетмен фіксує це обіцяє болісно вбити Лекса за зраду. В цей час Думсдей перебуває на планеті Оа, де знищує останніх героїв з Корпусу Зелених ліхтарів. Бетмен доповідає про події на Землі, проте Думсдей вважає, що фурії справляться без нього.
Прибувши на Апоколіпс, група стає невидимою завдяки магії Костянтина, але її помічають Диво-жінка, Марсіанський Мисливець, Мера, Гокмен і Старфайр. Диво-жінка вбиває Етрігана, але той наостанок каже, що радий померти від руки гідного супротивника. Костянтин використовує проти Диво-жінки її ж Ласо Істини і це звільняє її від контролю Дарксайда. Вона вирішує звільнити решту фурій і показує супергероям де утримуються Флеш і Кіборг. Потім група звільняє Флеша, змушеного виробляти своїм бігом енергію, та знаходить Кіборга, вмурованого в стіну. В цю мить прибувають Бетмен і Дарксайд. Дарксайд наказує Бетмену вбити Робіна, той перемагає, але згадує, що піклувався про Робіна, як про сина, та кидає в Дарксайда меч. За це Дарксайд стріляє в нього променями з очей, Робін прикриває Бетмена і згорає. Бачачи це, Рейвен випускає Тригона з глибин своєї душі і він вселяється в дочку. Джон пропонує щоб Тригон вселився в нього, а звільнив Рейвен, однак Тригон захоплює тіло Супермена, знищує криптонітове татуювання і ламає Джону шию. Дарксайд атакує Супермена променями, але виявляється заслабкий.
Бетмен показує Супермену повідомлення від Лоїс, яка підриває штаб-квартиру «LexCorp», що вбиває її, парадумів і Загін самогубців. Це на мить отямлює Супермена від влади Тригона, він виганяє демона та ув'язнює у сфері з лазерних променів. Маючи тепер повну силу, Супермен вступає у двобій з Дарксайдом і вичавлює йому очі, позбавивши лиходія палючих променів. Костянтин бачить Затанну в потойбічному світі, де вона розкриває, що два роки тому зачарувала його, змусивши тікати, щоб Ліга Справедливості мала запасний план на випадок, якщо програє. Затанна повертає його в світ живих, а Рейвен жертвує своєю чорною чаклунською силою, щоб воскресити Робіна. Кіборг повідомляє, що може спрямувати Апоколіпс у чорну діру, але для цього треба відволікти Дарксайда, який навіть без променів лишається дуже сильний.
Рейвен об'єднує білу магію, яка лишилася в неї, з магією Джона, щоб створити Тригону нове тіло. Демон викликає Думсдея на двобій, той скликає всі свої війська на Апоколіпс, поки супергерої повертаються на Землю. Кіборг лишається забезпечити знищення планети, він створює поблизу чорну діру, що руйнує Апоколіпс і затягує уламки.
Повернувшись на Землю, вцілілі герої поминають полеглих. Бетмен виявляє, що Дарксайд встиг поглинути 31 % магми, що змінило орбіту Землі і невдовзі планета стане непридатна для життя. Супермен закликає ніколи не здаватися та об'єднати зусилля для відновлення Землі. Джон просить Флеша повернутися в минуле, як той вже робив раніше. Флеш спершу відмовляється, боячись, що змінить історію в гірший бік, але Джон переконує його, що всі зможуть зробити інший вибір. Флеш розганяється, долає світловий бар'єр і вирушає в минуле, поки решта спостерігають за світанком.

## Акторський склад
- Метт Раян[en] — Джон Костянтин
- Джеррі О'Коннелл — Кларк Кент / Супермен
- Шон Астін — Біллі Бетсон / Шазам
- Таїсса Фарміґа — Рейчел Рот / Рейвен[en]
- Стюарт Аллан[en] — Деміен Вейн / Робін
- Джейсон О'Мара[en] — Брюс Вейн / Бетмен
- Тоні Тодд — Дарксайд
- Розаріо Довсон — Діана Принц / Диво-жінка
- Рейн Вілсон — Лекс Лютор
- Ребекка Ромейн — Лоїс Лейн
- Камілла Ладдінгтон — Затанна
- Крістофер Горхем — Баррі Аллен / Флеш
- Шимар Мур — Віктор Стоун / Кіборг
- Ліам Макінтайр — Діггер Харкнесс / Капітан Бумеранг
- Джон ДіМаджіо — Кінґ Шарк
- Хінден Волч — Гарлі Квінн
- Роджер Крос — Джон Стюарт / Зелений Ліхтар